# توماس لانگمن
توماس لانگمن (۱۶۹۹ – ۱۸ ژوئن ۱۷۵۵) یک ناشر انگلیسی بود که انتشارات لانگمن را بنیان گذاشت.

## زندگی‌نامه
لانگمن در بریستول به‌دنیا آمد. پدرش ازیکیل لانگمن و مادرش همسر دوم ازیکیل، سارا بود. او در سال ۱۷۳۱ با دختر جان اسبورن، ماری اسبورن ازدواج کرد و در ۱۸ ژوئن ۱۷۵۵ بدون‌فرزند (ظاهراً) درگذشت.